# United Stock Exchange of India
Die United Stock Exchange of India (USE) ist eine staatliche indische Wertpapierbörse. Sie ist die vierte panindische Börse für den Handel mit Finanzinstrumenten. Die USE repräsentiert das Engagement von 21 indischen öffentlichen Banken, Privatbanken, internationalen Banken (Standard Chartered) und Unternehmen.

## Geschichte
Am 20. April 2010 erhielt die Börse von der indischen Wertpapier- und Börsenaufsichtsbehörde (Securities and Exchange Board of India, SEBI) die endgültige Genehmigung zur Aufnahme des Devisentermingeschäfts für alle vier Währungspaare. Aufgrund dieser Genehmigung stellte die Bombay Stock Exchange Limited (BSE), der größte Anteilseigner der USE, ihren Betrieb im Devisenderivatesegment offiziell ein.